# Berkey Valley
Das Berkey Valley ist ein 1,5 km langes Tal im ostantarktischen Viktorialand. In der Cruzen Range liegt es auf der Ostseite der Price Terrace. Nach Süden öffnet es sich zum Barwick Valley.
Das Advisory Committee on Antarctic Names benannte es 2005 nach Frank T. Berkey vom Zentrum für Atmosphären- und Raumforschung der Utah State University, der 1982 und 1983 bzw. von 1984 bis 1985 für das United States Antarctic Program als leitender Beobachter zur Untersuchung der Ionosphäre auf der Siple-Station bzw. der Amundsen-Scott-Südpolstation tätig war.